# 侯赛因·萨拉米
侯赛因·萨拉米（波斯語：حسین سلامی；1960年—2025年6月13日），伊朗軍事人物，生前曾任伊斯蘭革命衛隊總司令，少將軍階。
1960年出生於伊朗伊斯法罕省戈勒派耶甘。1978年，他在伊朗科技大學取得機械工程學位。兩伊戰爭爆發後，他加入伊斯蘭革命衛隊。戰後繼續學習深造，取得國防管理碩士學位。
萨拉米因針對美国、以色列、沙烏地阿拉伯的激進言論而在伊斯蘭革命衛隊中非常知名。
2025年6月13日，伊朗官方媒体称，侯赛因·萨拉米在首都德黑兰伊斯兰革命卫队总部中，因以色列对伊朗的袭击丧生。

## 职业生涯
萨拉米在1980年两伊战争爆发时加入伊斯兰革命卫队，逐步晋升为副司令。
2019年1月，他表示：“我们将在全球范围内作战，并非只局限于某一地点。我们的战争不是局部性的，我们有计划击败世界强权。”
2019年4月21日，伊朗最高领袖阿里·哈梅内伊任命他为伊斯兰革命卫队新任总司令，接替自2007年起担任该职的穆罕默德·阿里·贾法里。
2020年1月3日，卡西姆·苏莱曼尼在巴格达国际机场附近遭美国空袭身亡。1月7日，萨拉米在苏莱曼尼的葬礼上致辞。他说：“我一开始要说的就是最后一句话：我们将会报复……一次强烈、有力、果断且彻底的报复，我们将会让他们后悔”。
2020年1月8日，乌克兰国际航空752号班机被伊斯兰革命卫队导弹击落，机上176人全部遇难。1月13日，萨拉米在伊朗议会表示：“我们的确犯了错误，我们的一些同胞因此殉难，但这是无意的……我一生中从未如此难过……我真希望自己当时就在那架飞机上，与他们一同被烧……愿真主宽恕我们，伊朗人民和遇难者家属”。
2024年4月，在伊朗对以色列的袭击发生后，萨拉米表示：“我们尚未获得完整信息，但根据我们已掌握、确切、经过实地确认的报告显示，此次行动的成功超出预期。” 一名7岁的以色列贝都因人平民被弹片重伤，另有31人因轻伤或创伤后应激反应接受治疗。

### 职务时间轴
- 伊斯兰革命卫队指挥与参谋大学司令（1992–1997）[22]
- 伊斯兰革命卫队联合作战参谋部作战副主任（1997–2005）[22]
- 伊斯兰革命卫队航空航天部队司令（2005–2009）[22]
- 伊斯兰革命卫队副司令（2009–2019）[4][需要較佳来源]
- 伊斯兰革命卫队总司令（2019–2025）[23][2][24][2]
- 伊朗最高国防大学教授（截至2019年）[25]

### 荣誉与奖项
2024年3月10日，最高领袖阿里·哈梅内伊授予萨拉米法特勋章（亦称“胜利勋章”），以表彰他在“提升伊朗武装部队防御、作战与威慑能力”方面所作的贡献。 同日，该勋章也颁发给了伊朗陆军总司令赛义德·阿卜杜拉希姆·穆萨维上将。

## 制裁
2006年12月23日，联合国安理会第1737号决议将萨拉米列入制裁名单，该决议是为针对参与伊朗弹道导弹计划的个人与实体实施制裁。
根据联合国安理会第1747号决议， 萨拉米于2007年3月再度被施加制裁。
2019年4月8日，美国对伊斯兰革命卫队及其附属的组织、公司与个人施加经济与旅行限制制裁。对此，萨拉米回应称，他因革命卫队为被美国联邦政府列为恐怖组织，而感到自豪。 后有报道称，由于萨拉米于4月21日被正式任命为总司令，因此他也被列入制裁名单中。
2021年，欧盟因萨拉米在2019年-2020年伊朗抗议事件中的角色，对其施加制裁。此次制裁是对抗抗议期间严重人权侵犯报告的回应之一。
2022年10月3日，加拿大将萨拉米列入对9个伊朗实体和25位高级官员的制裁名单中。此举是针对涉及玛莎·阿米尼之死及阿米尼示威中对示威者的镇压的个人或实体所做出的回应。
2023年，欧盟依据其“伊朗向俄罗斯提供军事支持”的认定，将萨拉米上将列为制裁对象。作为伊斯兰革命卫队总司令，他领导伊朗的无人机（UAV）计划并负责其在国际上的部署。欧盟指出他涉及向俄罗斯提供伊朗无人机，以用于俄罗斯在乌克兰的军事行动，这一行为被认为削弱了乌克兰的主权、独立与领土完整性。此次制裁是根据欧盟第2023/1529号条例与第2023/1532号共同外交与安全政策决议实施。